# Despo Rutti
Despo Rutti  parfois surnommé Majster, de son vrai nom Pascal Simba, né le 26 juin 1982 à Kinshasa au Zaïre, est un rappeur et parolier kino-congolais actif en France.

## Biographie

### Jeunesse
Despo Rutti est né le 26 juin 1982 à Kinshasa, au Zaïre, l'actuelle République démocratique du Congo. Il vit entre la République du Congo où sa mère possède des affaires, et Kinshasa chez ses oncles et tantes maternels, du fait d'un père absent depuis sa naissance.
Il fait brutalement le lien entre la musique, le vice et la violence du fait d'avoir eu une chambre dans l'arrière-cour du maquis-bar de sa mère. Après l'école, son univers d'enfant était inconsciemment envahi par la violence du monde adulte. Il prend un billet d'avion pour la France en 1992, où il arrive à la Fourche dans le 17e de Paris, dans un studio de 27 m2.
En 1994, il déménage pour Saint-Denis, puis en 1996, pour les Pavillons-sous-Bois, dans le quartier Sainte-Anne. À cette période, il côtoie deux rappeurs et tagueurs, Don X-On et Oster, qui vont le pousser à écrire ses premiers textes de rap et à prendre le micro. Despo se met donc à écrire ses premiers textes avec un style de rimes influencés par le collectif Time Bomb. Il se cherche un style pour se différencier des autres et ne pas écrire juste pour la rime. Ses premiers faits d’armes discographiques se feront sur le premier volume de la mixtape de ces compères Don X-On et Oster, intitulée 1Konito. Fan de NTM, du Ministère A.M.E.R. et d’IAM comme une grande partie des jeunes de banlieue de l'époque, il rencontre Anansi au lycée Félix Faure à Pantin avec qui il forme un groupe qui ne durera pas[réf. nécessaire]. Mais même si ce groupe n'existe plus les deux rappeurs sont devenus des amis très proches par ce qu'ils ont vécu dans la rue[réf. nécessaire].

### Débuts
Rutti enregistre ses premiers titres sur les deux volumes de la mixtape Gettho Superstar en 2000. Déçu des réalités du milieu rap, Despo arrête de rapper en 2001. En 2003, il découvre la mixtape Beat Street Volume 1 réalisée par le label Original Bombattak Recordz dans laquelle l'un de ses morceaux figure, Je rap pour my Niggaz. Il contacte alors le producteur de la mixtape, Mark Bombattak, pour le remercier. Les connexions qui se font par la suite donnent lieu à ses apparitions sur les mixtapes Résurrection du label Hematom Concept et Patrimoine du ghetto de Jo le Balafré. Sur la compilation Hostile 2006, sa chanson Arrêtez, marque un tournant dans sa carrière car grâce à celle-ci, son public commence à s'élargir.
Après plusieurs participations à des mixtapes notoires et  des collaborations avec des artistes confirmés comme Stomy Bugsy, Lino et Tandem, il signe sur le label Soldat Sans Grade et publie sa mixtape Les Sirènes du charbon le 28 novembre 2006. Elle contient des chansons comme Arrêtez, Des regrets ou encore Le repos du guerrier. Le silence des macaques décrit les agressions raciales verbales ou physiques que peuvent subir les Noirs de France, en se basant sur l'agression de Eunice Barber au stade de France, une interview de l'athlète médaille d'or figure entre chaque couplets notamment. À la suite du bouche-à-oreilles, le buzz remonte jusqu’au siège d’un syndicat de police. Le visuel de la mixtape illustre un enfant d'environ 5 ans sur un vélo entourés de quatre CRS lors d'expulsions d'immigrés pendant la période du gouvernement Villepin. Rutti est condamné à verser 40 000 euros à quatre CRS pour atteinte aux libertés individuelles et aux droits à l'image. La mixtape est retirée des bacs.

### Convictions suicidaires
En juillet 2009, Rutti  publie la couverture de son premier album. Convictions suicidaires sort au début de 2010 et traite de sujets tabous, comme l'identité nationale, Dieu et le Diable, la rébellion économique, et l’article 122-5 du code pénal concernant la légitime défense, notamment.
En novembre 2011, il publie la mixtape Discographie parallèle mixée par DJ Uka qui regroupe des chansons, solos et collaborations avec d'autres artistes, hors albums de Despo Rutti, en attendant la sortie du deuxième album, Les Funérailles des tabous, courant 2012. Il en sort un extrait nommé Apocalypto au début de 2012. Il annule finalement l'album pour former un trio avec Guizmo et Mokless de la Scred Connexion et sortir un premier EP puis un album commun.

### Majster
En 2015, Despo fait son retour avec un nouvel EP, Clé Boa, en téléchargement gratuit. Despo revient en 2016 avec l'annonce d'un nouvel album intitulé Majster. Il annonce par ailleurs qu'il s'est converti au judaïsme. Despo engage plusieurs tweet à l'encontre de La Fouine, Disiz, Gims, Stromae, Alkpote ou encore son ancien protégé Fababy. Il poste plusieurs vidéos sur Facebook en expliquant ses propos. Le label Y&W poste un communiqué sur l'état de santé de Despo Rutti, peu de temps après, il quitte le label Y&W sans plus de précision. Il annonce qu'il vendra son album Majster de main en main.
Le 31 juillet, sans label, il sort son album Majster, et peu de temps après, le label Y&W sort sa mixtape Le Front Kick De Canton@ avec plusieurs invité comme Kaaris, Niska, Niro, Haks, Seth Gueko, MC Jean Gab'1. Avec son propre label Istinalys, suivent de nombreuses sorties, alternant son nom Majster avec son précédent, Despo Rutti, ou Juah Hasselbaink. Ses textes contiennent de nombreuses références ésotériques et témoignent aussi de son état de santé qui fait partie de son processus créatif.

## Filmographie
- 2014 : Faire l'amour : Oussmane
- 2016 : Je suis un prophète (documentaire)